# Felix von Bourbon-Parma

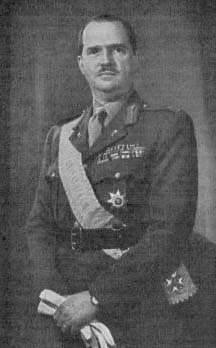
Prinz Felix von Bourbon-Parma

Das Stammwappen des Hauses Bourbon-Parma entspricht dem des Hauses Bourbon-Anjou, allerdings erweitert um acht silberne Jakobsmuscheln auf dem roten Rand. Es ist heute der Herzschild im großen Wappen des Enkels des Prinzen Felix, des regierenden Großherzogs Henri von Luxemburg.

Felix Prinz von Bourbon-Parma (* 28. September 1893 in Schwarzau; † 8. April 1970 auf Schloss Fischbach) entstammte dem Adelsgeschlecht der Herzöge von Bourbon-Parma und wurde durch seine Heirat Prinzgemahl von Luxemburg.

## Leben
Felix von Bourbon-Parma war der Sohn des letzten Herzogs von Parma, Robert I. (1848–1907) und seiner zweiten Gattin Infantin Maria Antonia von Portugal (1862–1959). Er war der Bruder von Zita, der letzten österreichischen Kaiserin und ungarischen Königin.
Während seine Brüder Sixtus und Xaver im Weltkrieg als belgische Offiziere dienten, trat Prinz Felix im Herbst 1914 als Kriegsfreiwilliger in das österreichische Dragonerregiment Nr. 15 ein, in dem er dann bis zum Oberleutnant aufrückte. Viel genannt wurde er im November 1917, als er seinen Schwager, den Kaiser Karl von Österreich-Ungarn, vom Tode des Ertrinkens im Isonzo rettete.
Noch während des Krieges im Oktober 1918 verlobte er sich mit seiner Cousine Charlotte von Luxemburg, der am 23. Jänner 1896 geborenen nächstältesten Schwester seiner Tante Großherzogin Maria-Adelheid von Luxemburg.
Das Paar heiratete am 6. November 1919 in der Kathedrale von Luxemburg und hatte sechs Kinder:
- Jean (1921–2019), ⚭ Prinzessin Joséphine Charlotte von Belgien
- Élisabeth (1922–2011), ⚭ Franz Ferdinand Hohenberg (Sohn des Maximilian Hohenberg, Enkel von Franz Ferdinand von Österreich-Este)
- Maria Adelaide (1924–2007), ⚭ 1958 mit Carl Joseph Graf Henckel von Donnersmarck
- Marie Gabrielle (1925–2023), ⚭ Knud Graf von Holstein-Ledreborg
- Charles (1927–1977), ⚭ Joan Douglas-Dillon, Tochter von C. Douglas Dillon,
- Alix (1929–2019), ⚭ Fürst Antoine von Ligne

Felix wurde am 27. Oktober 1919 kurz vor seiner Vermählung mit Charlotte in den Nassauischen Hausorden vom Goldenen Löwen aufgenommen. Von 1922 bis 1969 war er Präsident der luxemburgischen Rotkreuz-Gesellschaft.

### Vorfahren
| Ahnentafel Felix von Bourbon-Parma  | Ahnentafel Felix von Bourbon-Parma | Ahnentafel Felix von Bourbon-Parma | Ahnentafel Felix von Bourbon-Parma                                                                                            | Ahnentafel Felix von Bourbon-Parma                                                                                            | Ahnentafel Felix von Bourbon-Parma                                                                                               | Ahnentafel Felix von Bourbon-Parma                                                                                               | Ahnentafel Felix von Bourbon-Parma | Ahnentafel Felix von Bourbon-Parma |
| ----------------------------------- | --- | --- | --- | --- | --- | --- | --- | --- |
| Ururgroßeltern                      | König Ludwig von Etrurien, Herzog von Bourbon-Parma, (1773–1803) ⚭ 1795 Infantin Maria Luisa von Spanien, Herzogin von Lucca (1782–1824) | König Viktor Emanuel I. von Sardinien, Herzog von Savoyen (1759–1824) ⚭ 1789 (per procuram 1788) Erzherzogin Maria Theresia von Österreich-Este (1773–1832) | König Karl X. von Frankreich (1757–1836) ⚭ 1773 Prinzessin Maria Theresia von Sardinien (1756–1805)                           | König Franz I. beider Sizilien (1777–1830) ⚭ 1797 (1790 per procuram) Erzherzogin Maria Klementine von Österreich (1777–1801) | König Peter III. von Portugal (1717–1786) ⚭ 1760 Königin Maria I. von Portugal und Brasilien (1734–1816)                         | König Karl IV. von Spanien (1748–1819) ⚭ 1765 Prinzessin Maria Luise von Bourbon-Parma (1751–1819)                               | Fürst Karl Thomas zu Löwenstein-Wertheim-Rosenberg (1783–1849) ⚭ 1799 Gräfin Sophie Luise Wilhelmine zu Windisch-Grätz (1784–1848)         | Fürst Karl Ludwig zu Hohenlohe-Langenburg (1762–1825) ⚭ 1789 Gräfin Amalie Henriette zu Solms-Baruth (1768–1847)                           |
| Urgroßeltern                        | Herzog Karl II. von Parma (1799–1883) ⚭ 1820 Prinzessin Maria Theresia von Sardinien-Piemont (1803–1879)                                 | Herzog Karl II. von Parma (1799–1883) ⚭ 1820 Prinzessin Maria Theresia von Sardinien-Piemont (1803–1879)                                                    | Herzog Karl Ferdinand von Berry, Graf von Artois (1778–1820) ⚭ 1816 Prinzessin Maria Karolina von Neapel-Sizilien (1798–1870) | Herzog Karl Ferdinand von Berry, Graf von Artois (1778–1820) ⚭ 1816 Prinzessin Maria Karolina von Neapel-Sizilien (1798–1870) | König Johann VI. von Portugal, Brasilien und den Algarven (1767–1826) ⚭ 1785 Infantin Charlotte Joachime von Spanien (1775–1830) | König Johann VI. von Portugal, Brasilien und den Algarven (1767–1826) ⚭ 1785 Infantin Charlotte Joachime von Spanien (1775–1830) | Fürst Konstantin zu Löwenstein-Wertheim-Rosenberg (1802–1838) ⚭ 1829 Prinzessin Marie Agnes Prinzessin zu Hohenlohe-Langenburg (1804–1835) | Fürst Konstantin zu Löwenstein-Wertheim-Rosenberg (1802–1838) ⚭ 1829 Prinzessin Marie Agnes Prinzessin zu Hohenlohe-Langenburg (1804–1835) |
| Großeltern                          | Herzog Karl III. von Parma (1823–1854) ⚭ 1845 Prinzessin Louise Marie Therese von Bourbon, Regentin von Parma (1819–1864)                | Herzog Karl III. von Parma (1823–1854) ⚭ 1845 Prinzessin Louise Marie Therese von Bourbon, Regentin von Parma (1819–1864)                                   | Herzog Karl III. von Parma (1823–1854) ⚭ 1845 Prinzessin Louise Marie Therese von Bourbon, Regentin von Parma (1819–1864)     | Herzog Karl III. von Parma (1823–1854) ⚭ 1845 Prinzessin Louise Marie Therese von Bourbon, Regentin von Parma (1819–1864)     | König Michael I. von Portugal (1802–1866) ⚭ 1851 Prinzessin Adelheid von Löwenstein-Wertheim-Rosenberg (1831–1909)               | König Michael I. von Portugal (1802–1866) ⚭ 1851 Prinzessin Adelheid von Löwenstein-Wertheim-Rosenberg (1831–1909)               | König Michael I. von Portugal (1802–1866) ⚭ 1851 Prinzessin Adelheid von Löwenstein-Wertheim-Rosenberg (1831–1909)                         | König Michael I. von Portugal (1802–1866) ⚭ 1851 Prinzessin Adelheid von Löwenstein-Wertheim-Rosenberg (1831–1909)                         |
| Eltern                              | Herzog Robert I. von Parma (1848–1907) ⚭ 1884 Infantin Maria Antonia von Portugal (1862–1959)                                            | Herzog Robert I. von Parma (1848–1907) ⚭ 1884 Infantin Maria Antonia von Portugal (1862–1959)                                                               | Herzog Robert I. von Parma (1848–1907) ⚭ 1884 Infantin Maria Antonia von Portugal (1862–1959)                                 | Herzog Robert I. von Parma (1848–1907) ⚭ 1884 Infantin Maria Antonia von Portugal (1862–1959)                                 | Herzog Robert I. von Parma (1848–1907) ⚭ 1884 Infantin Maria Antonia von Portugal (1862–1959)                                    | Herzog Robert I. von Parma (1848–1907) ⚭ 1884 Infantin Maria Antonia von Portugal (1862–1959)                                    | Herzog Robert I. von Parma (1848–1907) ⚭ 1884 Infantin Maria Antonia von Portugal (1862–1959)                                              | Herzog Robert I. von Parma (1848–1907) ⚭ 1884 Infantin Maria Antonia von Portugal (1862–1959)                                              |
| Felix von Bourbon Parma (1893–1970) | | | | | | | | |